# Yaimé Pérez
Yaime Pérez (Santiago de Cuba, 29 mei 1991) is een atlete uit Cuba.
Ze begon in maart 2007 als discuswerper en werd in 2010 wereldkampioene bij de junioren.
In 2018 en 2019 won Pérez het onderdeel discuswerpen op de Diamond League.
Op de wereldkampioenschappen van 2019 werd Pérez wereldkampioene discuswerpen. Ook won ze een gouden en een zilveren medaille op de Pan-Amerikaanse Spelen.

## Olympische Zomerspelen
Pérez nam driemaal voor Cuba deel aan de Olympische Zomerspelen op het onderdeel discuswerpen.
De eerste maal op de Olympische Zomerspelen 2012 in Londen, waar ze de 28e plaats behaalde.
Bij de Olympische Zomerspelen 2016 in Rio de Janeiro kwam ze niet voorbij de kwalificatieronde.
Bij de Olympische Zomerspelen van Tokio in 2021 behaalde Pérez een bronzen medaille.

## Persoonlijke records
Outdoor
| Onderdeel    | Prestatie            | Plaats       | Datum      |
| ------------ | -------------------- | ------------ | ---------- |
| discuswerpen | 73,09 m (ex-AR); NR) | Ramona (USA) | 13-04-2024 |

bijgewerkt 17 juni 2024
- World Athletics: 14327290

1983 Martina Hellmann ·
1987 Martina Hellmann ·
1991 Tsvetanka Khristova ·
1993 Olga Tsjernjavskaja ·
1995 Ellina Zvereva ·
1997 Beatrice Faumuina ·
1999 Franka Dietzsch ·
2001 Ellina Zvereva ·
2003 Iryna Jatsjanka ·
2005 Franka Dietzsch ·
2007 Franka Dietzsch ·
2009 Dani Samuels ·
2011 Li Yanfeng ·
2013 Sandra Perković ·
2015 Denia Caballero ·
2017 Sandra Perković ·
2019 Yaimé Pérez ·
2022 Feng Bin ·
2023 Laulauga Tausaga